# Centrul de curling Ice Cube
Centrul de curling Ice Cube (în rusă Керлинговый Центр Ледяной куб) este un patinoar multifuncțional din orașul rus Soci. Principalul motiv pentru care a fost construit a fost găzduirea probelor de curling la Jocurile Olimpice de iarnă din 2014 și a probelor de curling pe scaunul cu rotile la Jocurile Paralimpice.

## Caracteristici
Construcția centrului de curling Ice Cube a început în 2010 iar costurile totale s-au ridicat la suma de 14 milioane $. Deși în mod normal trebuia să fie inaugurat în 2012 și să fie locația de desfășurare a Cupei Rusiei la curling, din cauza întârzierilor, acesta a fost deschis publicului abia în 2013. Design-ul este simplist și simbolizează democrația și acesibilitatea alături de festivitatea Olimpiadei. Clădirea este împărțită pe două etaje: la parter se află cele patru ringuri de gheață iar la etaj se află standurile, locațiile VIP și cele de lux.
După încheierea olimpiadei, organizatorii își propun să facă schimbări în proiectul de construcție a edificiului, pentru a-l reprofila într-un complex sportiv multifuncțional. Este o construcție demontabilă, care poate fi lesne transportată pentru a fi utilizată ulterior în alt loc. 